# Singleton (gouvernance mondiale)
En futurologie, un singleton est un ordre mondial hypothétique dans lequel il existe au plus haut niveau une seule agence décisionnelle, capable d'exercer un contrôle efficace et d'empêcher les menaces internes et externes à sa suprématie. Le terme a d'abord été défini par Nick Bostrom,,,,,.

## Aperçu
Selon Nick Bostrom, un singleton est un concept abstrait pouvant être implémenté de diverses façons :

« un singleton pourrait être une démocratie, une tyrannie, une unique IA dominante, un solide ensemble de normes mondiales incluant des dispositions efficaces pour leur mise en application, ou même encore un seigneur extraterrestre — ce qui le définit étant simplement qu'il s'agit d'une sorte d'entité capable de résoudre tous les problèmes majeurs de coordination mondiale. Il peut ressembler ou non à une forme familière de gouvernance humaine. »

Selon Bostrom, une superintelligence pourrait former un singleton. Les technologies de surveillance ou de contrôle de la pensée pourraient aussi faciliter l'émergence d'un singleton.
Un singleton peut présenter à la fois des risques des avantages. Un singleton pourrait résoudre des problèmes de coordination mondiale qui ne pourraient autrement pas être résolus, ouvrant à des trajectoires de développement civilisationnel autrement inaccessibles. Par exemple, Ben Goertzel, un chercheur spécialisé dans l'intelligence artificielle générale, suggère que les humains pourraient choisir de créer une IA avec « une intelligence et des pouvoirs de surveillance légèrement surhumains », pour protéger la race humaine contre des risques existentiels comme ceux liés aux nanotechnologies, et pour empêcher le développement d'intelligences artificielles dangereuses tant que les problèmes de sécurité ne sont pas résolus. Un singleton pourrait s'imposer des limitations, se contentant par exemple de n'intervenir que pour faire respecter certaines règles. Bostrom suggère aussi qu'un singleton permettrait de contenir les pressions évolutives darwiniennes, empêchant la domination par des agents ne s'intéressant qu'à la reproduction.
Bostrom considère également la possibilité d'un régime mondial stable, répressif et totalitaire comme un sérieux risque existentiel. La stabilité même d'un singleton rend l'émergence d'un mauvais singleton particulièrement catastrophique, puisque celui-ci ne peut jamais être défait. Bryan Caplan écrit que « peut-être qu'une éternité de totalitarisme serait pire que l'extinction ».
De même, Hans Morgenthau soutient que le développement des armes, des moyens de transport et de communications rend « la conquête du monde techniquement possible, et ils permettent techniquement de maintenir le monde dans cet état conquis ». Cette absence était selon Morgenthau la raison pour laquelle les anciens grands empires, quoique vastes, n'ont pas réussi à achever leurs conquêtes, et ont parfois échoué à conserver les territoires acquis. Il affirme que la technologie défait les barrières géographiques et climatiques, et que « Aujourd'hui, aucun obstacle technologique ne s'oppose à un empire mondial », car « la technologie moderne permet d'étendre le contrôle de l'esprit et de l'action à tous les coins du globe, quelles que soient la géographie et la saison ».